# Шуляковский, Александр Викторович
Александр Викторович Шуляковский (6 августа 1906, Киев — 8 ноября 1979, Москва) — советский гитарный мастер, гитарист и музыкальный педагог. Гитары работы А. В. Шуляковского были у многих артистов Театра на Таганке (В. С. Высоцкого, В. С. Золотухина, А. И. Васильева, И. В. Дыховичного, Д. Е. Межевича и других).

## Биография
Александр Викторович Шуляковский родился 6 августа 1906 года в Киеве в семье художника, любителя музыки и театра. Первые уроки на гитаре получил от своей матери. С 1924 по 1927 годы изучал мастерство игры на гитаре у разных педагогов, в том числе у Кипченко З. И. (легендарного одесского гитариста).
Окончил в 1932 году Киевский политехнический институт по специальности инженер-электрик. Параллельно с учебой в институте обучался на вечернем отделении Киевской консерватории по классу народных инструментов: гитара, балалайка, мандолина. Играл в оркестре народных инструментов под руководством М. М. Гелиса. После окончания института занимался электрооборудованием электропоездов, трамваев, фуникулёров. 
Во время Великой Отечественной войны обслуживал электрооборудование танков в Нижнем Тагиле. Младший воентехник.
Не имея возможности вернуться после войны в Киев, он начинает трудиться с 1946 года в Чернигове на Фабрике музыкальных инструментов им. П. П. Постышева в качестве начальника экспериментального цеха, а позднее — главным инженером. Спроектировал около трети моделей гитар, выпускаемых фабрикой. Александр Викторович организовал на фабрике ансамбль гитаристов и разработал собственную методику преподавания игры на гитаре.
С 1951 по 1953 года был назначен директором Одесской музыкальной фабрики. А с 1953 — заведующим отделением акустики Черниговской фабрики.
В 1966 году А. В. Шуляковского перевели в Киев, начальником производственно-технического отдела Главмузпрома.
В 1968 году был издан «Самоучитель игры на гитаре А. В. Шуляковского». Он прилагался к выпускаемым Черниговской фабрикой семиструнным гитарам.
В 1972 году Александр Викторович с семьей переехал в Люберцы, где вел гитарную студию в ДК, а также занимался изготовлением и ремонтом гитар. В 1976 году переселился в Москву.
В. С. Высоцкий в 1974 году заказал А. В. Шуляковскому гитару, а позднее и еще несколько. С гитарой его работы В. С. Высоцкий ездил в концертное турне по Америке. Заказывали гитары и другие артисты Театра на Таганке и известные барды, например, А. А. Галич.
Сын — актёр театра на Таганке, заслуженный артист России Виктор Шуляковский (1945—2023).
Скончался 8 ноября 1979 года. Похоронен на Хованском кладбище.

## Педагогическая деятельность
С 15 лет руководил гитарным ансамблем. По окончании Киевской консерватории руководил оркестром народных инструментов и преподавал игру на гитаре.
В 1949—1950 годах — в Черниговской музыкальной школе. С 1951 по 1953 годы в Одесской консерватории читал лекции по методике преподавания игры на народных инструментах. Также вел занятия в одесской вечерней музыкальной школе.
Первый педагог известных гитаристов К. М. Смаги и Я. Г. Пухальского.
Организовал гитарные ансамбли на Черниговской и Одесской музыкальных фабриках.